# Bac de Roda (métro de Barcelone)
Bac de Roda est une station de la ligne 2 du métro de Barcelone. Elle est située sous la rambla Guipúscoa, dans le district de Sant Martí, à Barcelone en Catalogne.
Elle est mise en service en 1997, lors d'un prolongement de la ligne 2.

## Situation sur le réseau

Plan du métro de Barcelone (2019).

Établie en souterrain, la station Bac de Roda est située : sur la ligne 2 du métro de Barcelone, entre la station Clot en direction de la station terminus Paral·lel, et la station Sant Martí, en direction de la station terminus Badalona Pompeu Fabra ,.

## Histoire
La station Bac de Roda est mise en service le 20 septembre 1997, lors du prolongement de la ligne 2 depuis Sagrada Família jusqu'à La Pau,.